# Чехословачки језик
Чехословачки језик (jazyk československý) био је политички социолингвистички концепт коришћен у Чехословачкој у периоду од 1920. до 1938. године за дефинисање државног језика земље која је прогласила независност као република два народа, Чеха и Словака.

## Језик законодавства у Првој чешкој републици
Народна скупштина је 29. фебруара 1920. године је усвојила Чехословачки устав и, исти дан, сет уставних закона. Језички закон 122/1920 на основу члана 129. устава је поставио принципе прописа језика, гдје члан 1. одређује да је чехословачки језик државни или службени језик републике.
У пракси, у међународним документима ту улогу је одиграо чешки језик. У међувремену, устав из 1920. и произилазећи закони дозвољавају употребу мањински језика под условом да га не говори мање од 20% локалног ставновништва одређене области.
Званично устав из 1920. је замијењен новим уставом 9. маја 1948. године гдје је изостављен концепт службеног језика.

## Историја
„Чешко-словенско друштво” (слч. „Spoločnosť česko-slovanská“) основано од стране студената Евангеличког лицеја 1829. године у Братислави, познато и као „Друштво за чехословачки језик и књижевност”, постало је важан ентитет у словачком националном покрету.
Људовит Штур, један од вођа словачког народног препорода, написао је 1836. године писмо важном чешком историчару Франтишеку Палацком. Наводећи да је чешки језик који користе протестанти у Горњој Угарској постао неразумљив за обичне Словаке, Штур предлаже стварање јединственог чехословачког језика, под условом да су Чеси спремни користити неке словачке ријечи — као што би Словаци званично прихватили неке чешке ријечи.
Међутим, у првој половини 20. вијека радикални концепт „чехословакизма” поставља чешки језик као књижевни стандард, док је словачки језик сматран локалним дијалектом, као и моравски језик. Концепт чехословакизма је био неопходан како би се оправдало стварање Чехословачке, јер би у супротном статистичка већина Чеха у односу на Нијемце била прилично слаба.